# Klaus Voigt (Ozeanograph)
Klaus Voigt (* 1. Mai 1934 in Plauen; † 23. April 1995 in Paris) war ein deutscher Ozeanograph und Wissenschaftsorganisator in der DDR sowie bei der UNESCO.

## Leben
Nach dem Abitur in Plauen/Vogtland studierte der zweite Sohn aus einer Angestelltenfamilie an der Universität Leipzig von 1951 bis 1955 Meteorologie und Geophysik am damaligen Geophysikalischen Institut. Zu seinen Professoren gehörten der Geophysiker Gerhard Fanselau, die Meteorologen Walter Alfred Hesse, Horst Philipps sowie Max Robitzsch und der Physiker Waldemar Ilberg. Einer seiner Kommilitonen war der spätere Ozeanologe, Meteorologe und Universitätsprofessor Peter Hupfer (* 1933), mit dem Klaus Voigt zeitlebens freundschaftlich verbunden blieb.
Voigt begann seine berufliche Laufbahn als Hydrologe im Hydrometeorologischen Institut des Seehydrographischen Dienstes der DDR, der in den 1950er Jahren zur Volkspolizei See gehörte und unter Leitung von Erich Bruns (1900–1978) stand.
Voigt schrieb 1962 eine Dissertation über „Untersuchungen in der Deckschicht des Atlantischen Ozeans mit einem digital registrierenden Temperatur-Leitfähigkeits-Druck-Messgerät“ und erlangte nach ihrer erfolgreichen Verteidigung den Grad eines Doktors der Naturwissenschaften an der Mathematisch-Naturwissenschaftlichen Fakultät der damaligen Karl-Marx-Universität Leipzig. In der Doktorarbeit behandelte Voigt Ergebnisse der deutschen Expeditionsgruppe während Forschungsreisen mit dem seit 1957 unter sowjetischer Flagge fahrenden Forschungsschiff „Michail Lomonossow“ im Rahmen des Internationalen Geophysikalischen Jahres (IGJ). Nach Aufnahme der Ozeanographischen Kommission der DDR in das Scientific Committee on Oceanic Research (SCOR) des International Council for Science (ICSU) auf der 7. Generalversammlung in Hamburg 1964 bekleidete Voigt in dieser internationalen nichtstaatlichen Kommission für Oeanograhphie mehrere Funktionen, darunter seit 1972 die eines Vizepräsidenten von SCOR. Im August 1975 verteidigte Voigt eine wissenschaftliche Arbeit mit dem Titel „Der äquatoriale Unterstrom im Atlantischen Ozean“ und erhielt dafür den in der DDR neu geschaffenen akademischen Grad eines Doktors der Wissenschaften. Zum Professor der Akademie der Wissenschaften wurde Voigt am 1. September 1975 ernannt.
Parteipolitisch war Voigt in der DDR jahrelang nicht gebunden, auch noch nicht, als er zum 1. Juli 1966 zunächst zum Kommissarischen und ab 1. März 1970 zum Direktor des IfM berufen wurde. Der seit 1961 im Warnemünder IfM tätige Meeresforscher Rudolf Schemainda wurde auf Wunsch Voigts sein Stellvertreter.
Nicht ganz freiwillig, vor allem auf Druck der ihm vorgesetzten Akademieleitung wurde Voigt 1981 als so genannter staatlicher Leiter zunächst Kandidat der SED und danach Mitglied dieser Partei. Sein Parteieintritt erfolgte nach seiner ersten Rückkehr von seinem ersten Aufenthalt von 1976 bis 1980 als DDR-Mitarbeiter der Intergovernmental Oceanographic Commission der UNESCO in Paris.
Voigt ließ sich bei der Entwicklung und Nutzung der Forschungskapazitäten des Warnemünder Instituts von der Erkenntnis leiten, dass mehrere Auftraggeber vorhanden sein sollten, insbesondere für den Fall, wenn einer von ihnen wegbricht. Davon profitierten in der DDR die Hochseefischerei und die Wasserwirtschaft, der Umweltschutz sowie die maritime Geologie und die Marine, für die der Seehydrographische Dienst der DDR als Auftraggeber auftrat. Bei seinen internationalen Aktivitäten war Voigt bekannt geworden, dass auch die US-Marine ein wichtiger Auftraggeber für maritime Untersuchungen durch zivile ozeanographische Institute war.
Voigt setzte sich dafür ein, dass der Betrieb von Forschungsschiffen in das Statut der Akademie der Wissenschaften der DDR aufgenommen wurde. Im März 1986 leitete der Direktor des Akademie-Instituts für Meereskunde, der zu dieser Zeit auch Vizepräsident der Internationalen Ozeanographischen Kommission (IOC) war, die DDR-Delegation zu einer mehrtägigen Sitzung des Exekutivrates am Pariser UNESCO-Sitz. Dabei wurde die weitere internationale Zusammenarbeit bei der Anwendung neuer Forschungstechnologien in den zwischenstaatlichen Programmen zur Untersuchung des Einflusses der ozeanographischen Zirkulation auf das Klima und das Wetter, bei der Kartierung des Meeresbodens und der Erforschung der Ressourcen des Meeresgrundes sowie der Erschließung lebendiger Meeresressourcen und beim Schutz der Meeresumwelt beschlossen.
Vom 1. Januar 1990 bis zu seinem plötzlichen und unerwarteten Tod am 23. April 1995 wirkte Voigt als Deputy Secretary of IOC der UNESCO in Paris. Er wurde in einem Nachruf der Leibniz-Sozietät auf ihrem Leibniz-Tag 1995 für verstorbene Wissenschaftler im Berichtszeitraum u. a. von Mitgliedern der Akademie der Wissenschaften der DDR, der Voigt seit 1980 als Korrespondierendes und ab 1989 als Ordentliches Mitglied angehörte, für seine Bemühungen um eine „Zusammenarbeit über politische Grenzen hinweg“ vor allem im Ostseeraum gewürdigt. Hervorgehoben wurde, dass Voigt sich in der Zwischenstaatlichen Ozeanographischen Kommission der UNESCO vornehmlich mit den „marinen Komponenten des Weltklimaforschungsprogramms“ beschäftigte.

## Auszeichnung
- Klaus Voigt wurde 1987 mit dem Nationalpreis III. Klasse für Wissenschaft und Technik gemeinsam mit Hans-Jürgen Brosin (1936–2024), Wolfgang Fennel (* 1947),[19] Eberhard Hagen (* 1944), Hans-Ulrich Lass und Wolfgang Matthäus (* 1937) aus dem Institut für Meereskunde der AdW der DDR für die theoretischen und experimentellen Untersuchungen zur physikalischen Ozeanographie ausgezeichnet.[20]

## Schriften von und über Klaus Voigt
- Eisbeobachtungen im Greifswalder Bodden im März 1956. Seehydrographischer Dienst, Stralsund 1956
- Windstauunterschiede längs der Südküste der westlichen Ostsee. In: Beiträge zur Meereskunde. Begründet von Erich Bruns, herausgegeben von Klaus Voigt (1979–1990)[21] unter Mitwirkung von Hans-Jürgen Brosin, Dieter Lange (Herausgeber bis zur Einstellung 1992 mit Heft 63), Wolfgang Matthäus, Dietwart Nehring, Klaus Striggow u. a., Band 6, 1962, Akademie Verlag, Berlin, S. 55–61
- Vorläufige Resultate der Untersuchungen im Bereich des äquatorialen Unterstroms im Golf von Guinea mit MS (Motorschiff) „Professor Albrecht Penck“ in der Zeit von April bis Juli 1964, Mitautor R. Schemainda. In: Beiträge zur Meereskunde, Heft 15, 1964, S. 1–13
- Ein Beitrag zum Problem der Vereisung unserer Küstengewässer. In: Wissenschaftliche Zeitschrift der Wilhelm-Pieck-Universität Rostock, Mathematisch-Naturwissenschaftliche Reihe; Band 16, 1967, Heft 9/10, S. 1211–1214
- Vorläufige Ergebnisse der GATE-Expedition des FS „A. v. Humboldt“" in den äquatorialen Atlantik im Juli/August 1974, Mitautoren: R. Helm, H.-U. Lass, F. Möckel, M. Sturm. In: Beiträge zur Meereskunde, Heft 37, 1976, S. 7–27
- Bericht über ein Kolloquium zum 65. Geburtstag von Dr. Rudolf Schemainda. In: Beiträge zur Meereskunde, Heft 57, 1987, S. 105 f.
- Aktuelle Probleme der Meeresforschung / Besuch im Institut für Meereskunde. In: Neue Zeit (Tageszeitung), 24. Januar 1975, S. 5
- Forschungsobjekt Ostsee. In: Neue Zeit (Tageszeitung), 1. September 1975, S. 5; Anmeldung beim Zeitungsportal ZEFYS erforderlich (kostenlos)!
- Auch in den Ozeanen gibt es ein Wetter – Internationale Programme zum Schutz und zur Erforschung der Meere. In: Berliner Zeitung, 13. Juni 1981, S. 13; Interview mit Klaus Voigt und Abb.
- Forschungsplan für Meereskundler. In: Neues Deutschland, 13. März 1986, S. 6
- Meeresforschung international. In: Neues Deutschland, 9. April 1987, S. 6
- Teppich giftiger Algen bedroht die Ostsee nicht. In: Berliner Zeitung, 1. Juni 1988, S. 2
- UNESCO-Konferenz zu Ozean und Klima. In: Neue Zeit (Tageszeitung), 29. November 1988, S. 1
- Wie wird das Klima auf dem „Wasserstern“ / Programme und Vorhaben zur Erforschung der Wechselwirkung Meer – Atmosphäre. In: Neues Deutschland, 24. Dezember 1988, S. 12